# マルコ・タルノヴォ
マルコ・タルノヴォ（Malko Tarnovo (ブルガリア語: Малко Търново [ˈmaɫko ˈtɤrnovo]、オスマン帝国時代:トゥルノヴァジュク Tırnovacık）は、ブルガリア南東部の町、およびそれを中心とした基礎自治体。ブルガス州に属する。
トルコの国境からわずか5キロメートルである。マルコ・タルノヴォは、ブルガリアの町としては唯一ストランジャ山脈（Странджа、Strandzha、トルコ語:ユルドゥズ・ダーラル Yıldız Dağları、またはウストランジャ Istranca）の間に位置している。
マルコ・タルノヴォの町ではキリスト教が多数派を占め、正教会と東方典礼カトリック教会が存在する。バルカン戦争以前は、マルコ・タルノヴォはオスマン帝国の町（kaza）のひとつとして、エディルネ州（アドリアノープル州、Edirne vilayet）、クルクラレリ地方（Kırklareli sanjak）の一部とされていた。バルカン戦争以降、この町はブルガリアに割譲された。

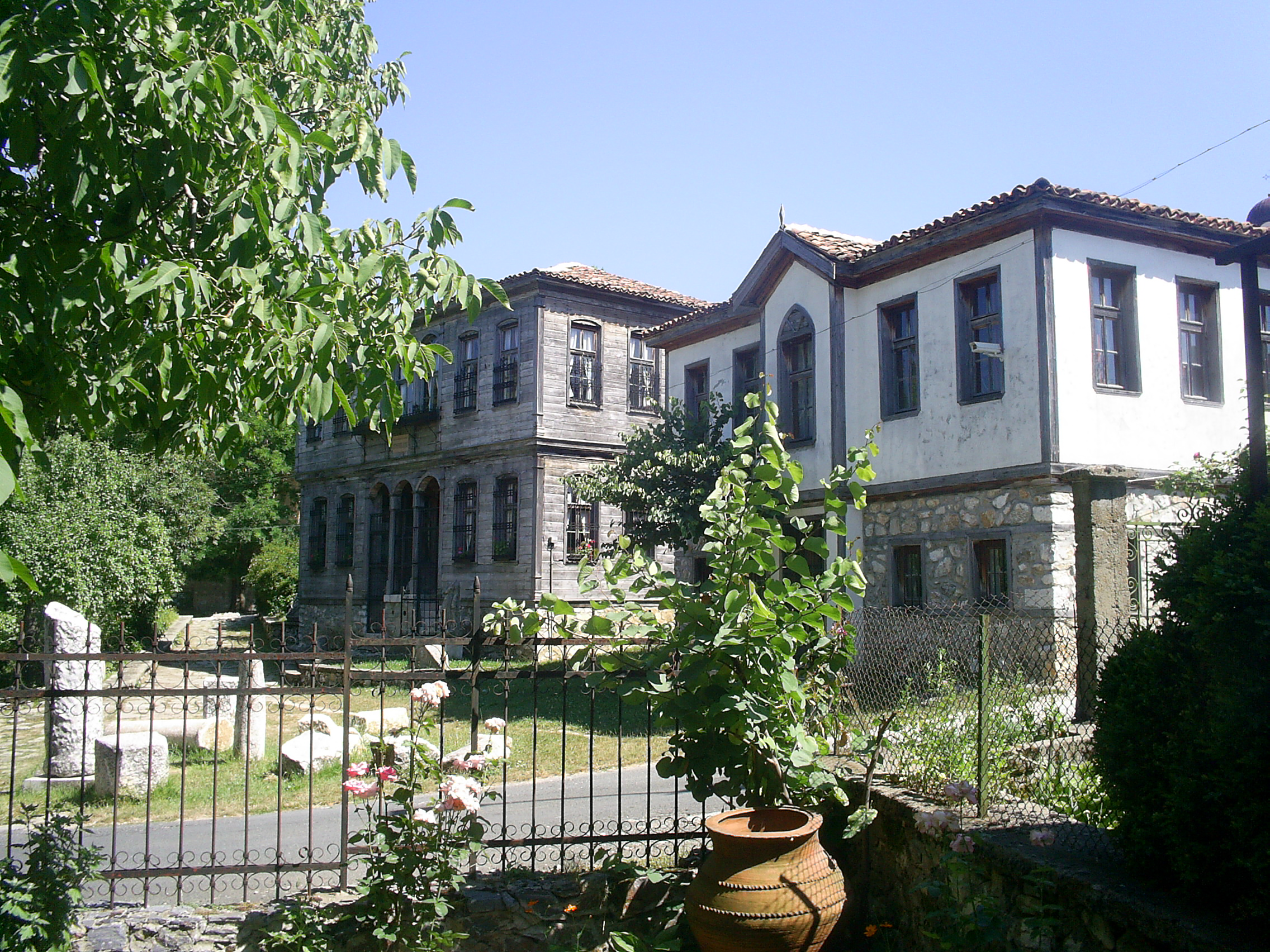
マルコ・タルノヴォの歴史的建造物

## 町村
マルコ・タルノヴォ基礎自治体（Община Малко Търново）には、その中心であるマルコ・タルノヴォをはじめ、以下の町村（集落）が存在している。
| - ブリズナク - Brashlyan - Byala voda - Evrenozovo - グラマティコヴォ - カロヴォ - マルコ・タルノヴォ | - Mladezhko - スリヴァロヴォ - ストイロヴォ - ヴィジツァ - ザベルノヴォ - ズヴェズデツ |

## 国境
トルコとの国境に面する。2015年欧州難民危機の際には、トルコからブルガリアへ流入する難民が問題となったことから、マルコ・タルノヴォにおいても2017年までに国境沿いにフェンスの建設が行なわれている。

## ギャラリー

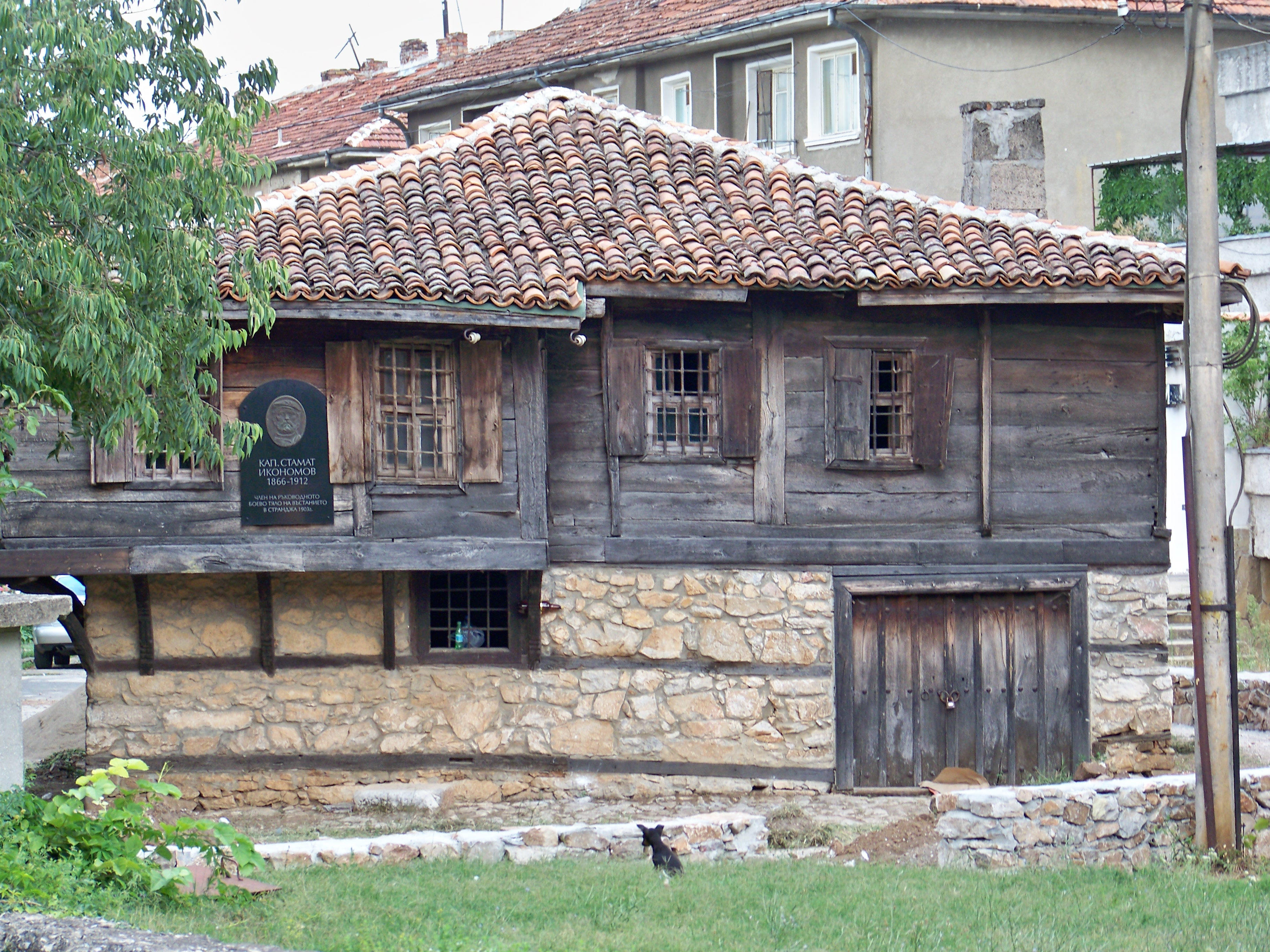
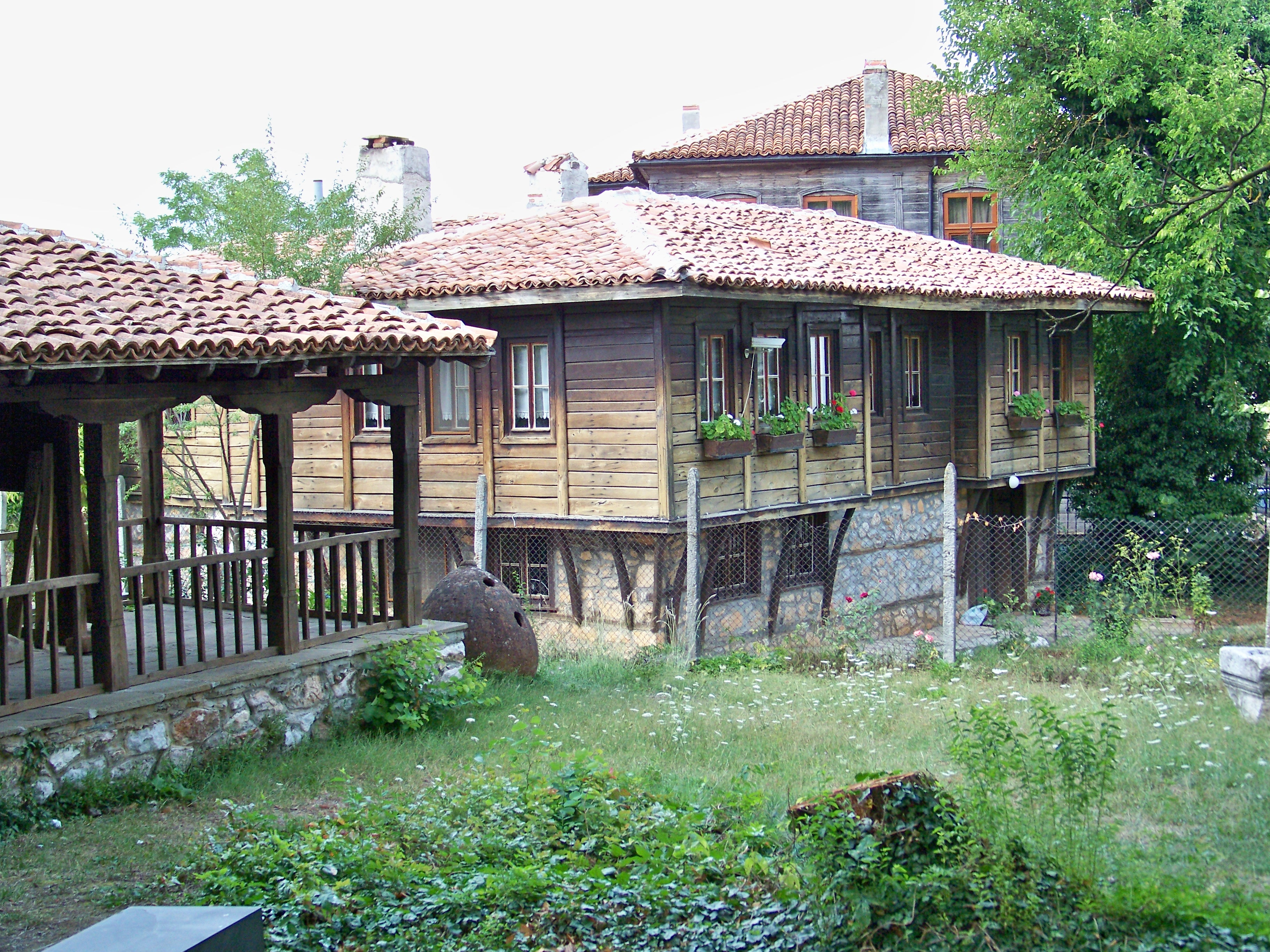
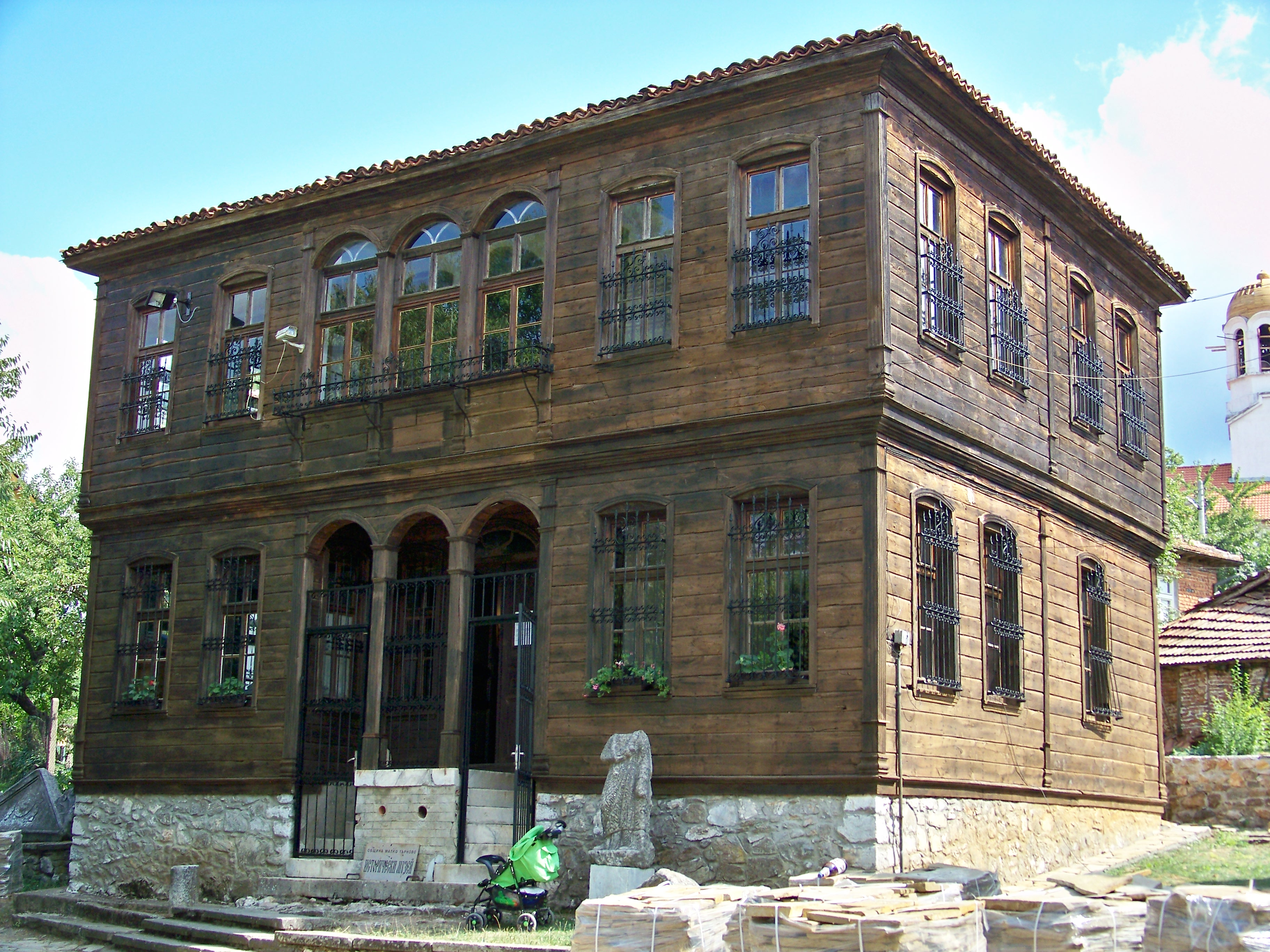
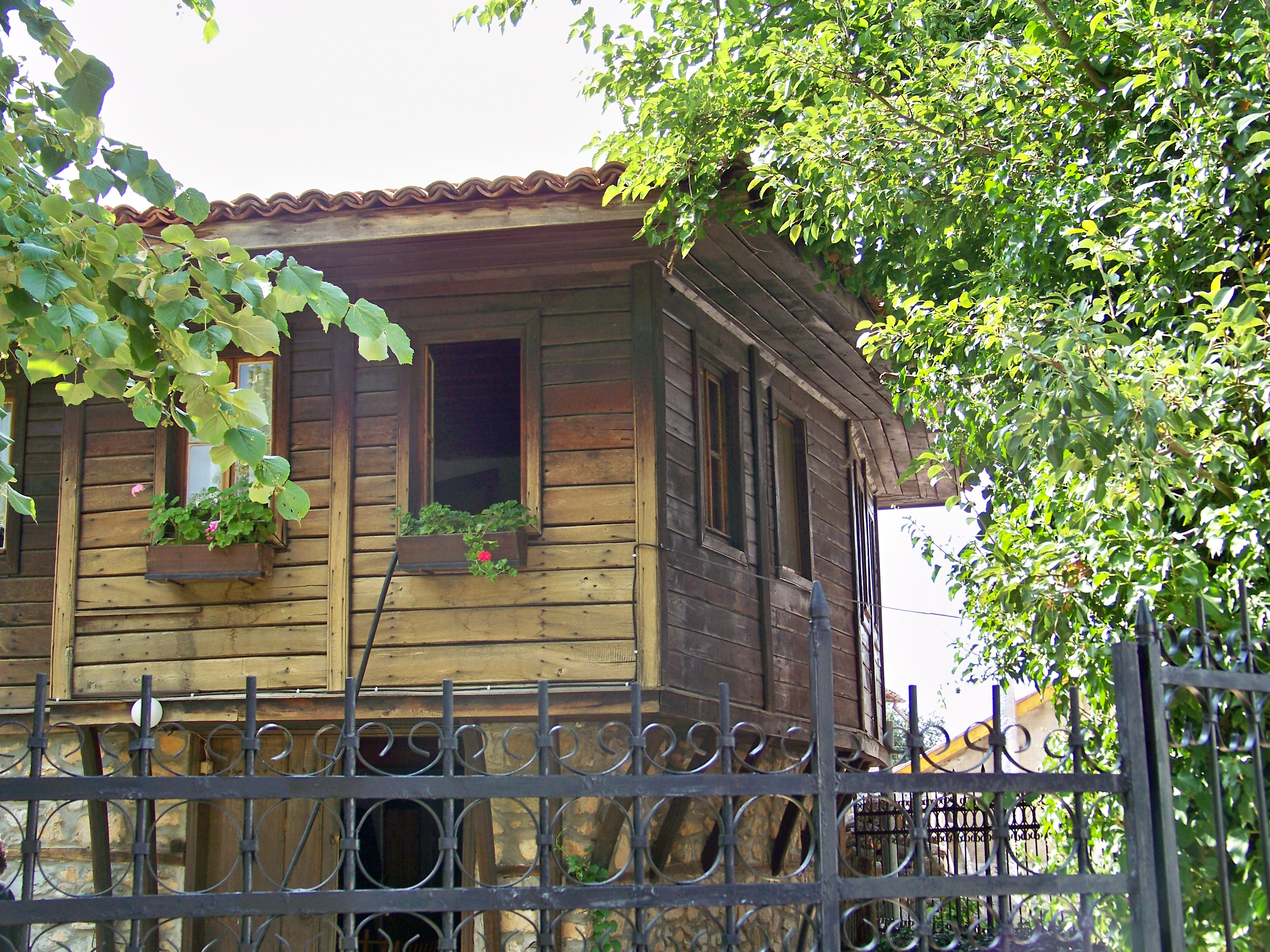
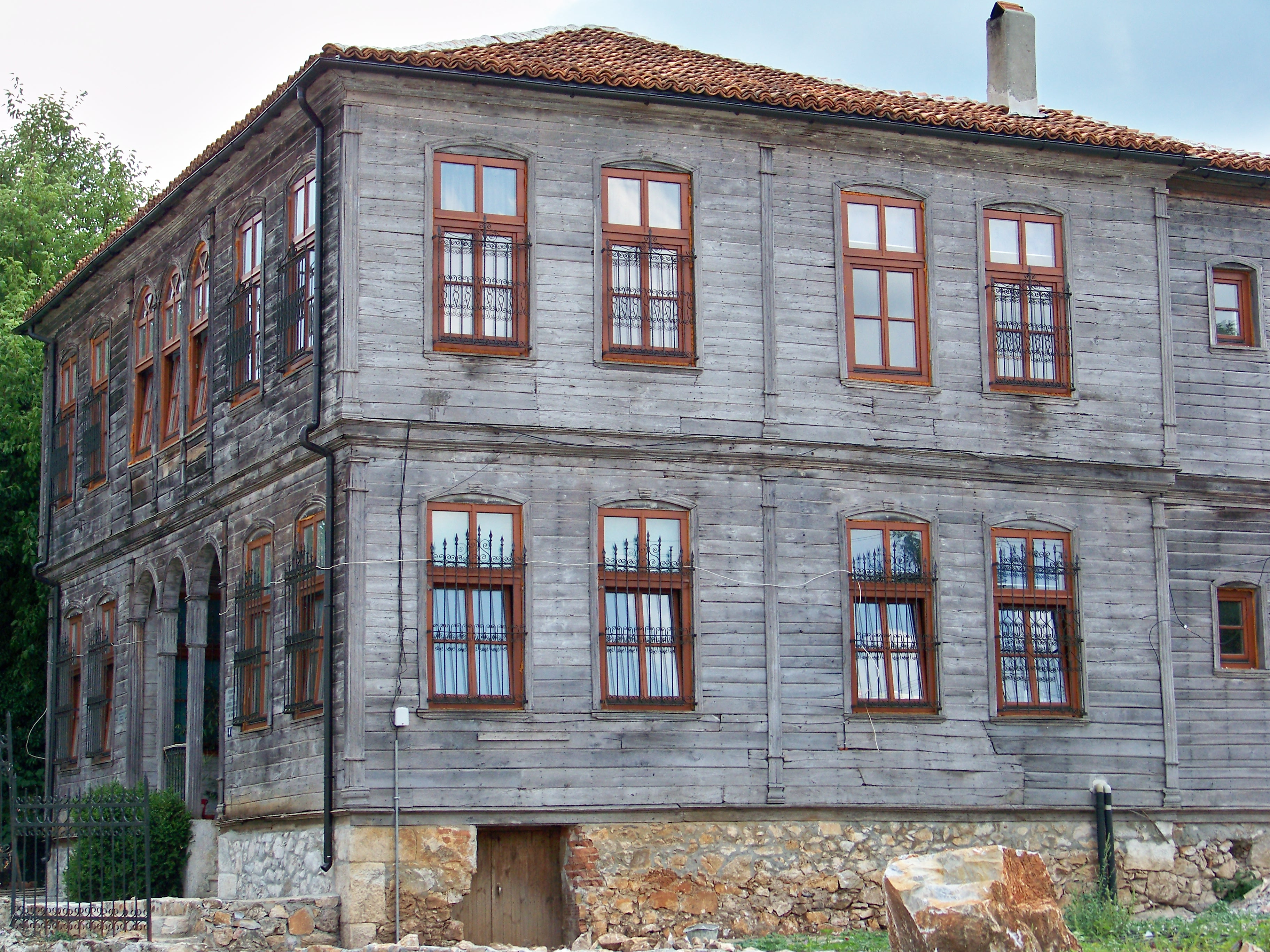